# Sadako Ogata
Sadako Ogata (em japonês: 緒方 貞子: Ogata Sadako; Tóquio, 16 de setembro de 1927) é uma reputada professora universitária japonesa.
De 1991 a 2001 foi Alta Comissária das Nações Unidas para os Refugiados. Depois de terminar o cargo, foi nomeada presidente da Agência Japonesa de Cooperação Internacional.
Descendente de Inukai Tsuyoshi, ela foi influenciada politicamente pelo espírito liberal. Concluiu em 1963 um doutoramento em ciência política na Universidade de Berkeley.